# Descurainia preauxiana
Descurainia preauxiana är en korsblommig växtart som först beskrevs av Philip Barker Webb, och fick sitt nu gällande namn av Philip Barker Webb och Otto Eugen Schulz. Descurainia preauxiana ingår i släktet stillfrön, och familjen korsblommiga växter.

## Underarter
Arten delas in i följande underarter:
- D. p. briquetii
- D. p. preauxiana